# ماسيج كووالتشيك
ماسيج كووالتشيك (بالبولندية: Maciej Kowalczyk)‏ (و. 1977  م) هو لاعب كرة قدم، من بولندا، ولد في فروتسواف، يلعب كمهاجم.

## روابط خارجية
- ماسيج كووالتشيك على موقع اتحاد أوكرانيا (الإنجليزية)
- ماسيج كووالتشيك على موقع قاعدة بيانات كرة القدم.إي يو (الإنجليزية)
- ماسيج كووالتشيك على موقع Soccerway.com (الإنجليزية)